# Xanthorhoe livinaria
Xanthorhoe livinaria är en fjärilsart som beskrevs av De la Harpe 1855. Xanthorhoe livinaria ingår i släktet Xanthorhoe och familjen mätare. Inga underarter finns listade i Catalogue of Life.